# Amphisbaena schmidti
Amphisbaena schmidti är en ödleart som beskrevs av  Carl Gans 1964. Amphisbaena schmidti ingår i släktet Amphisbaena och familjen Amphisbaenidae. IUCN kategoriserar arten globalt som nära hotad. Inga underarter finns listade i Catalogue of Life.